# Municipio de Hantho
El municipio de Hantho (en inglés: Hantho Township) es un municipio ubicado en el condado de Lac qui Parle en el estado estadounidense de Minnesota. En el año 2010 tenía una población de 105 habitantes y una densidad poblacional de 1,22 personas por km².

## Geografía
El municipio de Hantho se encuentra ubicado en las coordenadas 45°6′15″N 96°3′3″O / 45.10417, -96.05083. Según la Oficina del Censo de los Estados Unidos, el municipio tiene una superficie total de 86.11 km², de la cual 78,33 km² corresponden a tierra firme y (9,03 %) 7,78 km² es agua.

## Demografía
Según el censo de 2010, había 105 personas residiendo en el municipio de Hantho. La densidad de población era de 1,22 hab./km². De los 105 habitantes, el municipio de Hantho estaba compuesto por el 95,24 % blancos, el 0,95 % eran amerindios, el 3,81 % eran de otras razas. Del total de la población el 4,76 % eran hispanos o latinos de cualquier raza. En el municipio se separa la población con 36.4 % con menos de 18 años, 4,5 % de 18 a 24, 26.0 % entre 25 a 44, el 20,1 % de 45 a 64, y 13,0 % superior o igual a 65 años de edad.